# Manuel Matji Tuduri
Manuel "Manolo" Matji Tuduri (Madrid, 1940), és un director i guionista de cinema espanyol.
Començà a treballar en el suplement dominical del periòdic ja desaparegut Nuevo Diario, cobrint la informació de les estrenes cinematogràfiques.
Matji és autor de guions de pel·lícules com Los santos inocentes o El disputado voto del señor Cayo, ambdues adaptacions de novel·les de Miguel Delibes, i guanyà el Premi Goya al millor guió adaptat per El sueño del mono loco l'any 1990, fets que el converteixen en un dels guionistes més reputats del cinema espanyol.

## Filmografia com a director
- 1986: La guerra de los locos[2]
- 1995: Mar de luna[3]
- 2004: Horas de luz[4]